# Jacekaphorura sakhaensis
Genre
Espèce
Jacekaphorura sakhaensis, unique représentant du genre Jacekaphorura, est une espèce de collemboles de la famille des Onychiuridae.

## Distribution
Cette espèce est endémique de Iakoutie en Russie. Elle se rencontre vers Kyubyume dans les monts Sountar–Khayata.

## Description
La femelle holotype mesure 2,9 mm.

## Étymologie
Son nom d'espèce, composé de sakha et du suffixe latin -ensis, « qui vit dans, qui habite », lui a été donné en référence au lieu de sa découverte, la république de Sakha.
Ce genre est nommé en l'honneur de Romuald Jacek Pomorski, co-auteur défunt.

## Publication originale
- Pomorski & Babenko, 2010 : Jacekaphorura gen. nov. - a new genus of Protaphorurini (Collembola: Onychiuridae) from mountainous Yakutia, East Siberia. Zootaxa, no 2444, p. 65-68.